# Hedersleben
Hedersleben é um município da Alemanha, situado no distrito de Harz, no estado de Saxônia-Anhalt. Tem 16,46 km² de área, e sua população em 2019 foi estimada em 1.320 habitantes.